# Shute Barrington
Shute Barrington (26 mai 1734 – 25 mars 1826) est un homme d'église anglais, évêque de Llandaff dans le Pays de Galles, puis évêque de Salisbury et de Durham en Angleterre.

## Famille
Il est né à Beckett Salle à Shrivenham dans le Berkshire (maintenant Oxfordshire), fils de John Barrington (1er vicomte Barrington) et Anne Daines, et fait ses études au Collège d'Eton et Merton College, Oxford.

## Carrière ecclésiastique
Barrington est ordonné diacre par Thomas Secker, Évêque d'Oxford, le 28 novembre 1756 à St Aldate de l'Église, Oxford; il est ordonné prêtre dans l'année. En 1761, il est fait chanoine de Christ Church (Oxford) et, en 1768, chanoine de la Cathédrale Saint-Paul de Londres d'où il est passé à la Chapelle Saint-Georges. En 1769, il est élevé à l'épiscopat comme Évêque de Llandaff, son élection est confirmée le 23 septembre et il est consacré évêque le 1er octobre à la chapelle du Palais de Lambeth par Frederick Cornwallis, Archevêque de Cantorbéry (aidé par Richard Terrick, Évêque de Londres, et Zachary Pearce, Évêque de Rochester. Il est élu le 14 août 1782 Évêque de Salisbury, et est confirmé le 27 août à St Mary-le-Bow. En tant qu'évêque de Salisbury, il est également d'office Chancelier de l'Ordre de la Jarretière. Il est Évêque de Durham à la suite de son élection, le 25 juin 1791.
Il est un vigoureux Protestant, bien que disposé à la tolérance envers les catholiques romains. Il publie plusieurs volumes de sermons et de tracts, et écrit la vie politique de son frère aîné, William Barrington. De 1805 à 1826, il est le Visiteur de Balliol College, Oxford, et en 1806 soutient John Parsons.
Il est un grand mécène de l'architecture et de l'éducation dans le diocèse de Durham, où l'école Barrington existe encore aujourd'hui. Pour marquer sa cinquantième année dans la prélature, le diocèse de Durham construit l'école du Jubilé du clergé à Newcastle. En architecture, il emploie James Wyatt pour remodeler la Cathédrale de Salisbury, ainsi que les intérieurs du château d'Auckland, sa résidence favorite.
Il envoie des troupes le 1er janvier 1812 pour briser une grève des mineurs des charbonnages détenus par les doyen et chapitre de la cathédrale de Durham dans les environs de Chester-le-Street. À cette époque (et jusqu'en 1836), le "Prince" des Évêques de Durham ont des pouvoirs de vice-roi dans le Nord de l'Angleterre, avec le maintien d'une petite armée privée, en garnison dans le Château de Durham.
Barrington est aussi l'un des principales plaideur dans Morice v Évêque de Durham (1805)10 Ves 522, qui est l'un des cas importants sur les conditions nécessaires à la formation d'une fiducie dans le droit anglais.
Barrington entretient une vaste correspondance avec Thomas Moody, qui nomme l'un de ses fils, Trame Barrington Moody (b. 1818), en l'honneur de Shute Barrington.

## Mariages
Barrington épouse le 2 février 1761, Diana Beauclerk (c. 1735-28 mars 1766), fille de Charles Beauclerk (2e duc de Saint-Albans). Sa femme meurt lors de l'accouchement d'un enfant mort-né. Il épouse en deuxièmes noces, le 20 juin 1770, Jane Couvert (morte le 8 août 1807), fille de John Guise, mais n'a pas d'enfants. Il est mort à Soho dans le Middlesex (maintenant Grand Londres). Il est enterré dans l'église St Jean Baptiste, près de son domicile à Mongewell, près de Wallingford (Oxfordshire).